# 能楽協会
公益社団法人能楽協会（こうえきしゃだんほうじん のうがくきょうかい）は、日本の能楽師の職能団体である。大和猿楽四座を源流とする諸流派によって構成される。

## 概要
現在の能楽協会の母体は2つあり、明治14年（1881年）に岩倉具視ら華族を中心として設立された能楽の保護団体である能楽社（後に能楽会へと改組・発展）と、大正10年（1921年）に能楽師の団体として設立された能楽協会である。この2団体は1938年に合併し、1945年に現在の能楽協会として社団法人化し、現在に至る。
職業として現存する主要な流派は、黒川能など郷土芸能として存続するものを除き、いずれも観世座、宝生座、金春座、金剛座のいわゆる大和猿楽四座に源流を持ち、能楽協会を構成する能楽師もこれらである。四座は安土桃山時代以降、豊臣政権や江戸幕府といった武家社会による身分保護・支配を得て、金剛座から分かれた喜多流を加えて四座一流となる一方で、他の多くの座は四座への吸収や消滅の道を辿った。明治維新後、幕府の保護を失った能楽界は華族や財閥に支援されるが、座は各役籍の流派へと分解し、華族や財閥が廃止・解体された戦後は能楽協会を中心として活動が続けられている。
それまで一般に「猿楽」と呼ばれていた能・狂言を「能楽」と呼ぶ慣習は能楽社によって広められたものである。能楽社は能楽堂を建設するなど、能楽を公的に支援する団体に位置づけられたものの、華族や財閥は能楽社を通さず各自でひいきの能楽師を支援した実態もあった。
1921年の能楽協会の設立は、当時能楽会会頭であった徳川家達らの提案によるもので、もとは、明治維新後も東京に残り影響力を強めた観世流の梅若一門と、将軍を退いた徳川慶喜と共に静岡へ一時移るうちに宗家の特権を侵される形となった観世流宗家が対立した「観梅問題」の解決策の1つであった。同時に提案された梅若流の独立案はシテ方側の合意を概ね得たものの三役側の反対を受け、観梅問題は解決に至らなかったが、新設された能楽協会は能楽界における様々な議題を扱い、共通見解を示す場ともなった。その後、梅若一門は観世流除名となり梅若流を自ら創設したが、1954年に能楽協会の仲介もあり梅若一門は観世流へ最終的に復帰した。

## 設立年・所在地
- 設立：1945年9月
- 所在地：東京都新宿区高田馬場4-40-13 双秀ビル

## 組織
2020年3月現在
- 理事長：観世銕之丞
- 専務理事：本田光洋
- 常務理事：武田宗和、香川靖嗣、國川純、観世喜正
- 理事：一噌隆之、井上裕久、大倉源次郎、大藏彌太郎、金井雄資、桜井均、種田道一、辻井八郎、中村邦生、成田達志、野村又三郎、廣田幸稔、藤波重彦、宝生欣哉、水上優、山井綱雄、山本章弘､二世野村万禄
- 監事：中村元彦、丸岡圭一、大和滋
- 顧問：野村萬、観世清和、金剛永謹

## 会員
入会資格は定款の変遷があるが、2005年時点の定款では、シテ方は観世流、宝生流、金春流、金剛流、喜多流、ワキ方は高安流、福王流、宝生流、笛方は一噌流、森田流、藤田流、小鼓方は幸流、幸清流、大倉流、観世流、大鼓方は葛野流、高安流、石井流、大倉流、観世流、太鼓方は観世流、金春流、狂言方は大蔵流、和泉流に所属する能楽師で、所属する流派の宗家を含む会員2名以上の推薦が必要とされる。
なお、かつて四座一流に所属していた流派であっても、笛方の春日流のように既に廃絶した流派は入会資格に示されていない。また鷺流は宗家廃絶後、新潟県佐渡市・山口県山口市・佐賀県神埼市にそれぞれ無形文化財として末流が残存しているが、やはり入会資格に含まれていない。
2005年時点では約1540名の会員がおり、うち約240名が女性能楽師である。女性能楽師は1948年に初めて入会が認められた。
能楽協会はプロの能楽師のための団体であるが、能楽界の慣習では入会で一人前のプロとして認められる訳ではなく、演目の実績が重視される。また指導を専らとしてほとんど演じない能楽師が入会したり、逆に入会しない場合もある。これらは流派によって協会へ入会させる者の方針が異なるためとされる。